# (3830) Trelleborg
(3830) Trelleborg es un asteroide perteneciente al cinturón de asteroides, descubierto el 11 de septiembre de 1986 por Poul Jensen desde el Observatorio Brorfelde, Holbæk, Dinamarca.

## Designación y nombre
Designado provisionalmente como 1986 RL. Fue nombrado Trelleborg en homenaje a la ciudad sueca Trelleborg cercana al observatorio desde donde fue descubierto.